# Пей, Карл
Карл Пей, или Пэй Ю (кит. упр. 裴宇, пиньинь Péi Yǔ; род. 11 сентября 1989), — шведский предприниматель китайского происхождения. Сооснователь и бывший глава международного подразделения компании OnePlus; сооснователь и генеральный директор компании Nothing.

## Биография

### Ранние годы
Родился в Пекине в 1989 году. Вскоре после рождения Пея его семья на несколько лет переехала в США, а после осела в Швеции — здесь и прошло детство предпринимателя.
В 2008 году начал обучение на бакалавра наук в Стокгольмской школе экономики, однако бросил учёбу спустя три года, предпочтя ей полноценную работу в китайской индустрии смартфонов.

### Карьера до OnePlus
В 2010 году три месяца проработал в Nokia, а в 2011-м был нанят в маркетинговый отдел гонконгского подразделения Meizu: компанию привлёк посвящённый ей фанатский сайт, который Пей создал накануне. В ноябре того же года устроился менеджером по международным рынкам (англ. International Markets Manager) в Oppo, где работал под прямым руководством Пита Лау — вице-президента компании.

### OnePlus
В декабре 2013 года Пей и Лау ушли из Oppo, чтобы основать новый бренд — OnePlus. Их дебютное устройство, смартфон OnePlus One, разошлось тиражом почти в миллион копий при ожидаемых 50 тыс. и выделялось необычайно низкой ценой: $299 против $649 у ближайших конкурентов, iPhone 5S и Galaxy S5 (в США).
Впоследствии агрессивная ценовая политика и такой же маркетинг, включавший использование радикальных лозунгов и высмеивание конкурентов, а также построение вокруг продукции масштабного сообщества из энтузиастов стали неотъемлемыми чертами бренда под руководством Пея.
Проработав в OnePlus более шести лет, Пей покинул компанию в сентябре 2020 года.

### Nothing
В октябре 2020 года Пей основал и возглавил компанию Nothing со штаб-квартирой в Лондоне (публично объявлено о ней было лишь в январе следующего года). Инвесторами стартапа выступили ряд знаменитостей, среди которых — создатель iPod Тони Фаделл, сооснователь Twitch Кевин Лин, гендиректор Reddit Стив Хаффман, гендиректор Product Hunt Джош Бакли и ютубер Кейси Найстет.
Первым продуктом стартапа стали беспроводные наушники Nothing (1) с уникальным, частично прозрачным дизайном. В разработке устройства принимал участие шведский производитель аудиотехники Teenage Engineering, с которым Nothing заключила партнёрство. Уже тогда Пей заявлял, что в будущем компания планирует создать «семью… из продуктов с холодильника», не ограничиваясь категорией наушников.
Nothing — phone (1). Устройство относится к среднебюджетному ценовому сегменту и выделяется оригинальным дизайном задней панели со светодиодной подсветкой и очень красивой камерой.

## Признание
За годы работы в OnePlus Пей стал фигурантом различных рейтингов:
- Vision 100 издания Marketing Week[англ.] от 2016 года[19];
- Forbes 30 Under 30 от 2016 года в категории «Потребительская электроника» (англ. Consumer Tech)[20];
- Fortune 40 Under 40[англ.] от 2019 года[21].